# Честер (судно)

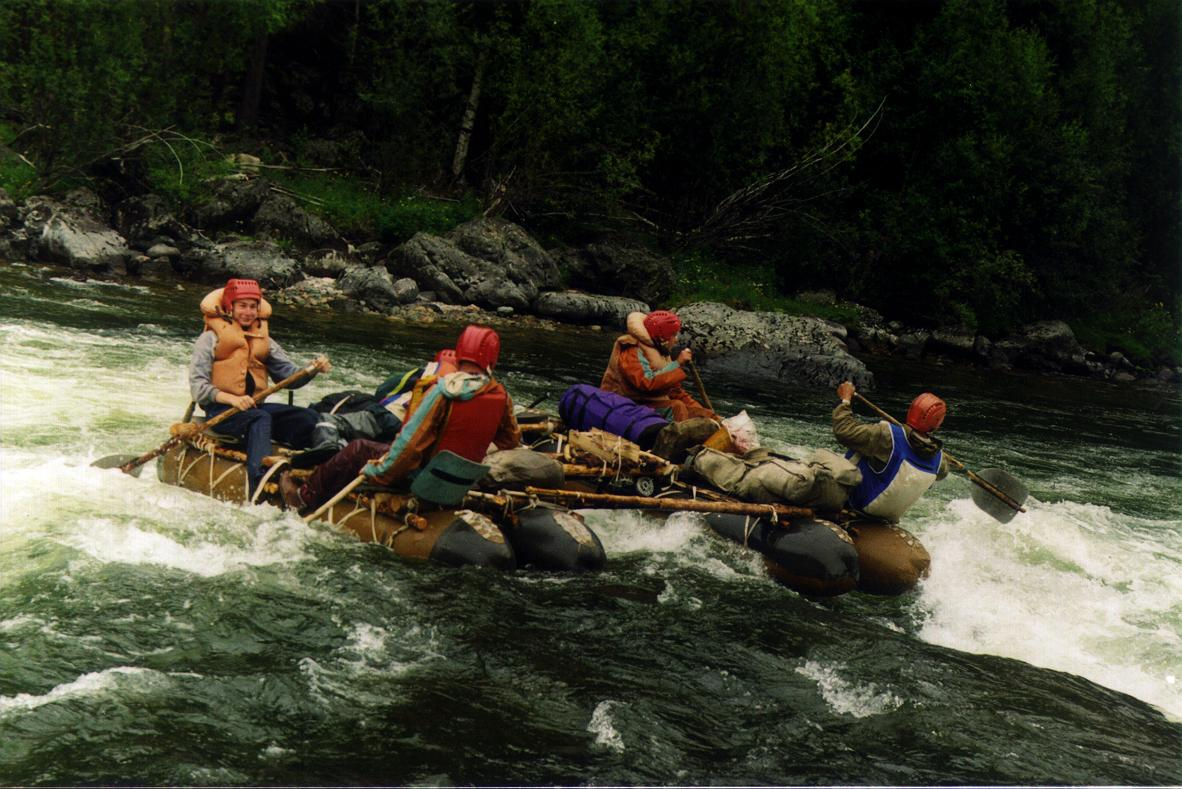
Честер на реке Кантегир (Западный Саян)

Че́стер — спортивное судно, применяемое в водном туризме, разновидность надувного плота.

## Устройство
Честер состоит из расположенных поперёк хода судна надувных гондол, соединённых каркасом. Применяемые в честерах гондолы, как правило, больше катамаранных и обладают большей грузоподъёмностью. Распространённой практикой является использование сдвоенных гондол от катамаранов: в этом случае общее количество гондол — 4. Основным отличием честера от плота является способ гребли: для управления используются не греби, а обычные вёсла, которые гребцы держат в руках.

## Управление
Экипаж честера обычно насчитывает 4 гребца, которые сидят на гондолах лицом друг к другу. В нормальном положении честера (гондолы расположены поперёк хода) гребцы никак не влияют на скорость честера относительно потока, а лишь сдвигают его к левому или правому берегу.

## Область применения
За счёт того, что гребцы сдвигают честер поперёк потока, он обладает большой маневренностью. Поэтому честер часто применяют в сложных маршрутах.
В то же время на спокойной воде честер теряет скорость. Честер, повёрнутый на 90°, фактически становится катамараном и может идти по спокойной воде, однако экипажу в этом случае требуются бо́льшие физические усилия по сравнению с экипажем катамарана.